# Fröhnd
Fröhnd è un comune tedesco di 490 abitanti, situato nel land del Baden-Württemberg.